# Pseudoisonychus vietnamensis
Pseudoisonychus vietnamensis is een keversoort uit de familie bladsprietkevers (Scarabaeidae). De wetenschappelijke naam van de soort is voor het eerst geldig gepubliceerd in 1971 door Frey.